# Alpiner Nor-Am Cup 2018/19
Die Saison 2018/2019 des Alpinen Nor-Am Cups begann am 5. Dezember 2018 in Lake Louise und endete am 21. März 2019 in Sugarloaf. Bei den Herren und Damen fanden je 28 Rennen statt.

## Cupwertungen

### Gesamtwertung
| Rang | Name            | Land               | Punkte |
| ---- | --------------- | ------------------ | ------ |
| 01   | Kyle Negomir    | Vereinigte Staaten | 921    |
| 02   | Jeffrey Read    | Kanada             | 816    |
| 03   | Simon Fournier  | Kanada             | 776    |
| 04   | Samuel Dupratt  | Vereinigte Staaten | 727    |
| 05   | Luke Winters    | Vereinigte Staaten | 647    |
| 06   | River Radamus   | Vereinigte Staaten | 632    |
| 07   | Brodie Seger    | Kanada             | 562    |
| 08   | Sam Mulligan    | Kanada             | 547    |
| 09   | Nicholas Krause | Vereinigte Staaten | 501    |
| 10   | Max Røisland    | Norwegen           | 474    |

| Rang | Name              | Land               | Punkte |
| ---- | ----------------- | ------------------ | ------ |
| 01   | Nina O’Brien      | Vereinigte Staaten | 1821   |
| 02   | A J Hurt          | Vereinigte Staaten | 1577   |
| 03   | Keely Cashman     | Vereinigte Staaten | 1217   |
| 04   | Tricia Mangan     | Vereinigte Staaten | 1148   |
| 05   | Tuva Norbye       | Norwegen           | 0846   |
| 06   | Isabella Wright   | Vereinigte Staaten | 0645   |
| 07   | Amelia Smart      | Kanada             | 0634   |
| 08   | Adriana Jelinkova | Niederlande        | 0600   |
| 09   | Foreste Peterson  | Vereinigte Staaten | 0557   |
| 10   | Katie Hensien     | Vereinigte Staaten | 0536   |

### Abfahrt
| Rang | Name                | Land               | Punkte |
| ---- | ------------------- | ------------------ | ------ |
| 1    | James Crawford      | Kanada             | 250    |
| 2    | Kyle Negomir        | Vereinigte Staaten | 181    |
| 3    | Thomas Biesemeyer   | Vereinigte Staaten | 180    |
| 4    | Cameron Alexander   | Kanada             | 164    |
| 5    | Ryan Cochran-Siegle | Vereinigte Staaten | 160    |

| Rang | Name               | Land               | Punkte |
| ---- | ------------------ | ------------------ | ------ |
| 1    | A J Hurt           | Vereinigte Staaten | 310    |
| 2    | Keely Cashman      | Vereinigte Staaten | 270    |
| 3    | Isabella Wright    | Vereinigte Staaten | 201    |
| 4    | Tricia Mangan      | Vereinigte Staaten | 164    |
| 5    | Alice Merryweather | Vereinigte Staaten | 160    |

### Super-G
| Rang | Name           | Land               | Punkte |
| ---- | -------------- | ------------------ | ------ |
| 1    | Samuel Dupratt | Vereinigte Staaten | 312    |
| 2    | Jeffrey Read   | Kanada             | 254    |
| 3    | Sam Mulligan   | Kanada             | 249    |
| 4    | Kyle Negomir   | Vereinigte Staaten | 233    |
| 5    | Brodie Seger   | Kanada             | 185    |

| Rang | Name            | Land               | Punkte |
| ---- | --------------- | ------------------ | ------ |
| 1    | Nina O’Brien    | Vereinigte Staaten | 410    |
| 2    | A J Hurt        | Vereinigte Staaten | 340    |
| 3    | Tricia Mangan   | Vereinigte Staaten | 285    |
| 4    | Keely Cashman   | Vereinigte Staaten | 236    |
| 5    | Isabella Wright | Vereinigte Staaten | 180    |

### Riesenslalom
| Rang | Name             | Land               | Punkte |
| ---- | ---------------- | ------------------ | ------ |
| 1    | Nicholas Krause  | Vereinigte Staaten | 470    |
| 2    | Brian McLaughlin | Vereinigte Staaten | 285    |
| 3    | Max Røisland     | Norwegen           | 284    |
| 4    | River Radamus    | Vereinigte Staaten | 276    |
| 5    | Samuel Dupratt   | Vereinigte Staaten | 264    |

| Rang | Name              | Land               | Punkte |
| ---- | ----------------- | ------------------ | ------ |
| 1    | Nina O’Brien      | Vereinigte Staaten | 576    |
| 2    | A J Hurt          | Vereinigte Staaten | 429    |
| 3    | Adriana Jelinkova | Niederlande        | 385    |
| 4    | Keely Cashman     | Vereinigte Staaten | 378    |
| 5    | Tricia Mangan     | Vereinigte Staaten | 315    |

### Slalom
| Rang | Name             | Land               | Punkte |
| ---- | ---------------- | ------------------ | ------ |
| 1    | Simon Fournier   | Kanada             | 525    |
| 2    | Luke Winters     | Vereinigte Staaten | 347    |
| 3    | Benjamin Ritchie | Vereinigte Staaten | 343    |
| 4    | Tobias Kogler    | Österreich         | 242    |
| 5    | Sandy Vietze     | Vereinigte Staaten | 237    |

| Rang | Name          | Land               | Punkte |
| ---- | ------------- | ------------------ | ------ |
| 1    | Nina O’Brien  | Vereinigte Staaten | 585    |
| 2    | Amelia Smart  | Kanada             | 510    |
| 3    | Katie Hensien | Vereinigte Staaten | 401    |
| 4    | Tuva Norbye   | Norwegen           | 381    |
| 5    | A J Hurt      | Vereinigte Staaten | 318    |

### Kombination
| Rang | Name         | Land               | Punkte |
| ---- | ------------ | ------------------ | ------ |
| 1    | Jeffrey Read | Kanada             | 180    |
| 2    | Kyle Negomir | Vereinigte Staaten | 140    |
| 3    | Sam Mulligan | Kanada             | 105    |
| 4    | Luke Winters | Vereinigte Staaten | 100    |
| 5    | Brodie Seger | Kanada             | 074    |

| Rang | Name          | Land               | Punkte |
| ---- | ------------- | ------------------ | ------ |
| 1    | A J Hurt      | Vereinigte Staaten | 180    |
| 2    | Tricia Mangan | Vereinigte Staaten | 110    |
| 3    | Nina O’Brien  | Vereinigte Staaten | 100    |
| 4    | Tuva Norbye   | Norwegen           | 080    |
| 5    | Sarah Bennett | Kanada             | 068    |

## Podestplatzierungen Herren

### Abfahrt
| Datum      | Ort               | 1. Platz            | 2. Platz          | 3. Platz            |
| ---------- | ----------------- | ------------------- | ----------------- | ------------------- |
| 05.12.2018 | Lake Louise (CAN) | James Crawford      | Miha Hrobat       | Boštjan Kline       |
| 06.12.2018 | Lake Louise (CAN) | James Crawford      | Cameron Alexander | Miha Hrobat         |
| 19.03.2019 | Sugarloaf (USA)   | Thomas Biesemeyer   | Jared Goldberg    | Ryan Cochran-Siegle |
| 19.03.2019 | Sugarloaf (USA)   | Ryan Cochran-Siegle | Thomas Biesemeyer | Jared Goldberg      |

### Super-G
| Datum      | Ort               | 1. Platz            | 2. Platz       | 3. Platz          |
| ---------- | ----------------- | ------------------- | -------------- | ----------------- |
| 07.12.2018 | Lake Louise (CAN) | Samuel Dupratt      | James Crawford | Kyle Negomir      |
| 10.12.2018 | Panorama (CAN)    | Samuel Dupratt      | Sam Mulligan   | Brodie Seger      |
| 11.12.2018 | Panorama (CAN)    | Sam Mulligan        | Jeffrey Read   | Kyle Negomir      |
| 20.03.2019 | Sugarloaf (USA)   | Ryan Cochran-Siegle | River Radamus  | Thomas Biesemeyer |
| 21.03.2019 | Sugarloaf (USA)   | River Radamus       | Jared Goldberg | Jeffrey Read      |

### Riesenslalom
| Datum      | Ort                     | 1. Platz        | 2. Platz         | 3. Platz        |
| ---------- | ----------------------- | --------------- | ---------------- | --------------- |
| 15.12.2018 | Panorama (CAN)          | Simon Fournier  | Tobias Kogler    | Samuel Dupratt  |
| 16.12.2018 | Panorama (CAN)          | Nicholas Krause | Max Røisland     | Aage Solheim    |
| 06.01.2019 | Mont Sainte-Marie (CAN) | Aage Solheim    | Brian McLaughlin | Nicholas Krause |
| 07.01.2019 | Mont Sainte-Marie (CAN) | Nicholas Krause | Simon Fournier   | River Radamus   |
| 05.02.2019 | Sun Valley (USA)        | Luke Winters    | Simon Fournier   | Erik Arvidsson  |
| 06.02.2019 | Sun Valley (USA)        | Tobias Kogler   | Alex Leever      | Sandy Vietze    |
| 12.03.2019 | Burke Mountain (USA)    | Tanguy Nef      | Brian McLaughlin | Riley Seger     |
| 13.03.2019 | Burke Mountain (USA)    | Tanguy Nef      | Brian McLaughlin | Riley Seger     |

### Slalom
| Datum      | Ort                  | 1. Platz         | 2. Platz         | 3. Platz            |
| ---------- | -------------------- | ---------------- | ---------------- | ------------------- |
| 13.12.2018 | Panorama (CAN)       | Mark Engel       | Sandy Vietze     | Simon Fournier      |
| 14.12.2018 | Panorama (CAN)       | Simon Fournier   | Benjamin Ritchie | Joachim Bakken Lien |
| 03.01.2019 | Camp Fortune (CAN)   | Simon Fournier   | Luke Winters     | Garret Driller      |
| 04.01.2019 | Camp Fortune (CAN)   | Benjamin Ritchie | Simon Fournier   | Garret Driller      |
| 07.02.2019 | Sun Valley (USA)     | Max Røisland     | River Radamus    | Nicholas Krause     |
| 08.02.2019 | Sun Valley (USA)     | River Radamus    | Luke Winters     | Tobias Windingstad  |
| 14.03.2019 | Burke Mountain (USA) | Kyle Negomir     | Fritz Dopfer     | Laurie Taylor       |
| 15.03.2019 | Burke Mountain (USA) | Fritz Dopfer     | Luke Winters     | Linus Straßer       |

### Kombination
| Datum      | Ort             | 1. Platz     | 2. Platz     | 3. Platz     |
| ---------- | --------------- | ------------ | ------------ | ------------ |
| 10.12.2018 | Panorama (CAN)  | Jeffrey Read | Kyle Negomir | Sam Mulligan |
| 21.03.2019 | Sugarloaf (USA) | Luke Winters | Jeffrey Read | Kyle Negomir |

### Parallelslalom
| Datum      | Ort                     | 1. Platz      | 2. Platz      | 3. Platz        |
| ---------- | ----------------------- | ------------- | ------------- | --------------- |
| 05.01.2019 | Mont Sainte-Marie (CAN) | Tobias Kogler | Spencer Smith | Tucker Marshall |

## Podestplatzierungen Damen

### Abfahrt
| Datum      | Ort               | 1. Platz           | 2. Platz            | 3. Platz            |
| ---------- | ----------------- | ------------------ | ------------------- | ------------------- |
| 05.12.2018 | Lake Louise (CAN) | A J Hurt           | Isabella Wright     | Kateřina Pauláthová |
| 06.12.2018 | Lake Louise (CAN) | A J Hurt           | Kateřina Pauláthová | Keely Cashman       |
| 19.03.2019 | Sugarloaf (USA)   | Nina O’Brien       | Keely Cashman       | Alice Merryweather  |
| 19.03.2019 | Sugarloaf (USA)   | Alice Merryweather | Keely Cashman       | A J Hurt            |

### Super-G
| Datum      | Ort               | 1. Platz      | 2. Platz                      | 3. Platz        |
| ---------- | ----------------- | ------------- | ----------------------------- | --------------- |
| 07.12.2018 | Lake Louise (CAN) | A J Hurt      | Nina O’Brien                  | Isabella Wright |
| 10.12.2018 | Panorama (CAN)    | Nina O’Brien  | Tricia Mangan Isabella Wright |                 |
| 11.12.2018 | Panorama (CAN)    | A J Hurt      | Tuva Norbye                   | Tricia Mangan   |
| 20.03.2019 | Sugarloaf (USA)   | Keely Cashman | Nina O’Brien                  | A J Hurt        |
| 20.03.2019 | Sugarloaf (USA)   | Nina O’Brien  | A J Hurt                      | Keely Cashman   |

### Riesenslalom
| Datum      | Ort                  | 1. Platz          | 2. Platz          | 3. Platz            |
| ---------- | -------------------- | ----------------- | ----------------- | ------------------- |
| 12.12.2018 | Panorama (CAN)       | Nina O’Brien      | A J Hurt          | Adriana Jelinkova   |
| 14.12.2018 | Panorama (CAN)       | Tricia Mangan     | Adriana Jelinkova | Kateřina Pauláthová |
| 02.01.2019 | Georgian Peaks (CAN) | Nina O’Brien      | A J Hurt          | Tuva Norbye         |
| 03.01.2019 | Georgian Peaks (CAN) | Nina O’Brien      | A J Hurt          | Tricia Mangan       |
| 05.02.2019 | Jackson (USA)        | Amelia Smart      | Nina O’Brien      | Keely Cashman       |
| 06.02.2019 | Jackson (USA)        | Amelia Smart      | Nina O’Brien      | Adriana Jelinkova   |
| 12.03.2019 | Stowe Mountain (USA) | Mikaela Tommy     | Nina O’Brien      | A J Hurt            |
| 13.03.2019 | Stowe Mountain (USA) | Adriana Jelinkova | Mikaela Tommy     | Tricia Mangan       |

### Slalom
| Datum      | Ort                  | 1. Platz          | 2. Platz      | 3. Platz             |
| ---------- | -------------------- | ----------------- | ------------- | -------------------- |
| 15.12.2018 | Panorama (CAN)       | Foreste Peterson  | Alexa Dlouhy  | Andrea Komšić        |
| 16.12.2018 | Panorama (CAN)       | Katie Hensien     | Nina O’Brien  | Keely Cashman        |
| 03.01.2019 | Osler Bluffs (CAN)   | Katie Hensien     | Nina O’Brien  | Amelia Smart         |
| 04.01.2019 | Osler Bluffs (CAN)   | Nina O’Brien      | A J Hurt      | Katie Hensien        |
| 07.02.2019 | Jackson (USA)        | Keely Cashman     | Nina O’Brien  | Eirin Linnea Engeset |
| 08.02.2019 | Jackson (USA)        | Adriana Jelinkova | Nina O’Brien  | Keely Cashman        |
| 14.03.2019 | Stowe Mountain (USA) | Amelia Smart      | Andrea Komšić | Adriana Jelinkova    |
| 15.03.2019 | Stowe Mountain (USA) | Nina O’Brien      | Amelia Smart  | A J Hurt             |

### Kombination
| Datum      | Ort               | 1. Platz     | 2. Platz    | 3. Platz      |
| ---------- | ----------------- | ------------ | ----------- | ------------- |
| 11.12.2018 | Lake Louise (CAN) | A J Hurt     | Tuva Norbye | Tricia Mangan |
| 21.03.2019 | Sugarloaf (USA)   | Nina O’Brien | A J Hurt    | Keely Cashman |

### Parallelslalom
| Datum      | Ort           | 1. Platz    | 2. Platz      | 3. Platz      |
| ---------- | ------------- | ----------- | ------------- | ------------- |
| 04.01.2019 | Calgary (CAN) | Tuva Norbye | Tricia Mangan | Katie Hensien |